# 後藤愛
後藤 愛（ごとう あい、1983年10月20日 - ）は、岐阜県出身のバドミントン選手。バドミントン日本代表ナショナルチームに選出されていた。2013年をもって現役を引退。

## 経歴
岐阜県立岐阜商業高等学校、東海女子大学卒。NTT東日本バドミントン部で女子チームのキャプテンを務めていた。

## 主な戦歴

### 国内大会での戦歴
- 2006年
  - 全日本社会人バドミントン選手権大会シングルス優勝
- 2007年
  - 全日本総合バドミントン選手権大会シングルス準優勝
- 2008年
  - 全日本総合バドミントン選手権大会シングルス3位
- 2009年
  - 全日本総合バドミントン選手権大会シングルス3位
  - 全日本社会人バドミントン選手権大会シングルス優勝
- 2010年
  - 全日本総合バドミントン選手権大会シングルス3位

### 国際大会での戦歴
- 2005年
  - フィリピンオープンシングルス3位
- 2010年
  - オランダオープンシングルス3位